# إريك بلومكفيست
إريك بلومكفيست (بالسويدية: Erik Blomqvist)‏ هو لاعب شطرنج سويدي، ولد في 19 أكتوبر 1990 في ستوكهولم في السويد.

## وصلات خارجية
- إريك بلومكفيست على موقع الاتحاد الدولي للشطرنج (الإنجليزية)
- إريك بلومكفيست على موقع مباريات الشطرنج (الإنجليزية)
- إريك بلومكفيست على موقع 365Chess.com (الإنجليزية)
- إريك بلومكفيست على موقع Chesstempo.com (الإنجليزية)